# A Cseh Királyság az olimpiai játékokon
A Cseh Királyság, latinul: Bohemia, egy történelmi királyság a Morva Őrgrófság nélkül, amely 1804-ig a Német-római Birodalom egyik alkotó állama volt, majd az Osztrák Császárság része volt 1918-ig, 1867-től az Osztrák–Magyar Monarchián belül. Önálló csapattal három nyári olimpián szerepelt, először 1900-ban, utoljára pedig 1912-ben. Az első világháborút követően az egykori Cseh Királyság és Morva Őrgrófság Csehszlovákia nyugati része lett, 1993-tól pedig Csehország önálló országgá vált.
Az olimpiákon az autonóm tartomány négy érmet szerzett, ebből kettőt vívásban.

## Éremtáblázatok

### Érmek a nyári olimpiai játékokon
| Olimpia         | Arany          | Ezüst          | Bronz          | Összesen       |
| 1896, Athén     | nem vett részt | nem vett részt | nem vett részt | nem vett részt |
| 1900, Párizs    | 0              | 1              | 1              | 2              |
| 1904, St. Louis | nem vett részt | nem vett részt | nem vett részt | nem vett részt |
| 1908, London    | 0              | 0              | 2              | 2              |
| 1912, Stockholm | 0              | 0              | 0              | 0              |
| Összesen        | 0              | 1              | 3              | 4              |

## Érmek sportáganként

### Érmek a nyári olimpiai játékokon sportáganként
| A Cseh Királyság érmei a nyári olimpiai játékokon sportáganként | A Cseh Királyság érmei a nyári olimpiai játékokon sportáganként | A Cseh Királyság érmei a nyári olimpiai játékokon sportáganként | A Cseh Királyság érmei a nyári olimpiai játékokon sportáganként | Az olimpiai zászlaja |

| Sportág  | Arany | Ezüst | Bronz | Összesen |
| -------- | ----- | ----- | ----- | -------- |
| Atlétika | 0     | 1     | 0     | 1        |
| Vívás    | 0     | 0     | 2     | 2        |
| Tenisz   | 0     | 0     | 1     | 1        |
| Összesen | 0     | 1     | 3     | 4        |